# Jovenel Moïse
Jovenel Moïse (Trou-du-Nord, 1968. június 26. – Pétion-Ville, 2021. július 7.) haiti politikus, 2017-től meggyilkolásáig  az ország elnöke.

## Pályafutása
Moïse Port-au-Prince-ben járt iskolába, majd a Quisqueya egyetemen szerzett politikatudományi diplomát. Az egyetem után üzleti vállalkozásokba kezdett: autóalkatrész-forgalmazó céget és banánültetvényt létesített. A kezdeti üzleti sikerek után a 2000-es évek elején érdeklődése a regionális fejlesztési projektek (ivóvízellátás, villamosítás) felé fordult. Aktív szerepet vállalt előbb a helyi, később az országos kereskedelmi kamarában. 2008-ban társalapítója volt a Compagnie Haïtienne d’Énergie S.A. nevű cégnek, amely nap- és szélenergiaprojektekkel foglalkozik.  2012-ben megalapította az AGRITRANS S.A. nevű agrárcéget, amelynek 3000 alkalmazottja van. Moïse a 2010-es években Michel Martelly elnök Parti Haïtien Tèt Kale (PHTK) nevű pártja felé orientálódott, és 2015-ben a párt elnökjelöltje lett.
Jovenel Moïse megnyerte a 2015 októberében tartott elnökválasztást, de az ellenzék kifogást emelt a választás tisztasága kapcsán, és a politikai ellentét erőszakba torkollott. A választás eredményét végül megsemmisítették, és 2016 novemberében új elnökválasztást tartottak. Ismét felmerült a választási csalás vádja, és tüntetések is voltak, de a választási bizottság végül megerősítette, hogy Moïse a szavazatok 55,6 százalékát szerezte meg. 2017. február 7-én iktatták be hivatalába.
2021. július 7-én, hajnali 1 óra körül, fegyveresek merényletet követtek ellene saját otthonában. A merényletben Moïse felesége is megsérült. A gyanúsított merénylők nagy része kolumbiai, kettő pedig amerikai állampolgár.

## Családja
Moïse házas volt, felesége, Martine Marie Etienne Joseph szintén a Quisqueya egyetemen végzett.